# Paul von Soos
Paul von Soos (* 3. Oktober 1925 in Budapest; † 19. Mai 2019 in München) war ein deutscher Bauingenieur für Geotechnik.
Paul von Soos wurde nach dem Abitur in Ungarn 1944 in die ungarische Armee eingezogen, nachdem er gerade sein Studium des Bauingenieurwesens an der TU Budapest begonnen hatte. Er floh im Mai 1945 nach Bayern, arbeitete dort als Landarbeiter und konnte 1946 sein Studium an der TH München fortsetzen. Dort war er danach Assistent (1954 wurde er deutscher Staatsbürger) und übernahm nach Gründung des Lehrstuhls für Grundbau und Bodenmechanik (den Richard Jelinek einnahm) als Nachfolger von Jelinek die Leitung des Labors. 1989 ging er als Akademischer Direktor in den Ruhestand. Er war auch beratender Ingenieur und als solcher zum Beispiel an der Verankerung der Zeltdächer im Olympiapark und an den Tiefbauten unter dem Karlsplatz (Stachus) in München, an der Gründung von Fernsehtürmen, den Fangedämmen des Donaukraftwerks Jochenstein sowie an Tunnelbauprojekten beteiligt.
Paul von Soos war in vielen Arbeitskreisen der DGGT und Normenausschüssen (zum Beispiel als langjähriger Obmann des DIN 4020 Ausschusses). Unter anderem wirkte er an der Neufassung der DIN 4020 (Geotechnische Untersuchungen für bautechnische Zwecke) und DIN 1054 mit.
1986 erhielt er das Bundesverdienstkreuz am Bande und 1985 die DIN-Ehrennadel. Er erhielt den CBTR-Tiefbaurechtspreis.

## Schriften
- Bodeneigenschaften, Laboruntersuchungen, in Grundbau-Taschenbuch, Ernst und Sohn 1966
- mit Jens  Engel: Eigenschaften von Boden und Fels- ihre Ermittlung im Labor, in: Karl Josef Witt (Hrsg.), Grundbau-Taschenbuch, Band 1, 7. Auflage, Ernst und Sohn 2008